# Sahrivar
Sahrivar (perzsa betűkkel شهریور) az 1925-ben bevezetett, Iránban használatos iráni naptár hatodik hónapja, a harmadik nyári hónap. 31 napos; kezdete többnyire a világszerte használt Gergely-naptár szerinti augusztus 23-ra, utolsó napja pedig szeptember 22-re esik.